# Fernanda Vidal Causanilles
Fernanda Vidal Causanilles (Castelló de la Plana, 8 de novembre de 1971) és una política valenciana, diputada a les Corts Valencianes en la VII i VIII legislatura.

## Biografia
És llicenciada en ciències de la informació per la Universitat CEU San Pablo a València. Militant de les Nuevas Generaciones del Partit Popular, a les eleccions municipals espanyoles de 1995 fou escollida regidora de l'ajuntament de Castelló de la Plana, el 1999 deixà el càrrec quan fou nomenada cap de gabinet de la Diputació de Castelló i cap de recursos humans de l'Autoritat Portuària de Castelló.
El 2001 fou nomenada per Carlos Fabra Carreras directora general de Castelló Cultural i el 2003 secretària autonòmica d'Administració Pública de la Conselleria de Justícia i Administració Pública del País Valencià. Fou escollida diputada per Castelló a les eleccions a les Corts Valencianes de 2007, legislatura en la qual fou secretària primera de les Corts.
El 2005 fou escollida regina dels CXXII Jocs Florals de la Ciutat i Regne de València per la Junta de Govern de Lo Rat Penat. Fou reescollida a les eleccions a les Corts Valencianes de 2011